# Serliana

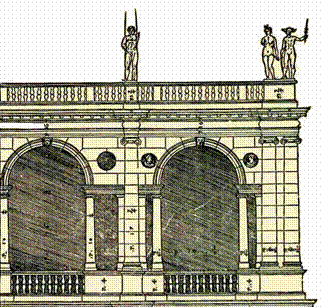
La serie terminale delle serliane ripetute nella Basilica Palladiana (Vicenza), da I quattro libri dell'architettura di Andrea Palladio

La serliana è un elemento architettonico composto da un arco a tutto sesto affiancato simmetricamente da due aperture sormontate da un architrave; fra l'arco e le due aperture sono collocate due colonne.

## Descrizione
È presente nell'architettura romana e bizantina. 
Infatti, precedenti di un arco poggiante sulle estremità di un colonnato con trabeazione rettilinea si trovano nell'architettura romana, in particolare delle province orientali: in questi casi spesso è la stessa trabeazione che si incurva al di sopra di uno degli intercolumni (spazi tra due colonne) a formare l'arco.
Una delle prime serliane si trovava nel Palazzo di Diocleziano a Spalato, nell'atrio che veniva usato per le cerimonie ufficiali con l'Imperatore, per cui da allora l'uso di tale decorazione si è legato all'autorità imperiale. Nel Missorio di Teodosio, l'imperatore romano Teodosio I è raffigurato in trono davanti a una serliana.
Tuttavia questo elemento architettonico trova la sua diffusione nel Rinascimento italiano e in particolare nel periodo manierista.
Il nome "serliana" deriva infatti dal fatto che questo elemento è ampiamente illustrato e utilizzato nei Sette libri dell'architettura (opera pubblicata a singoli volumi dal 1537 fin oltre il 1574, anno della morte dell'autore) di Sebastiano Serlio, architetto e teorico rinascimentale bolognese.
Serlio comunque non fu il primo a introdurre nel repertorio classicista questo elemento architettonico.
Prima di lui altri architetti del primo XVI secolo avevano utilizzato la serliana.In particolare Raffaello, che la utilizza isolata in senso monumentale nel suo progetto per la facciata della basilica di San Lorenzo a Firenze e nel fianco del palazzo di Jacopo da Brescia nel Borgo a Roma, e i suoi allievi.
In seguito diventerà uno degli elementi linguistici più riconoscibili dell'opera di Palladio, che lo utilizzerà sia isolato sia in serie, e del palladianesimo, tanto che in ambito anglosassone è più comunemente nota con il nome di finestra palladiana (Palladian window).

## Galleria d'immagini

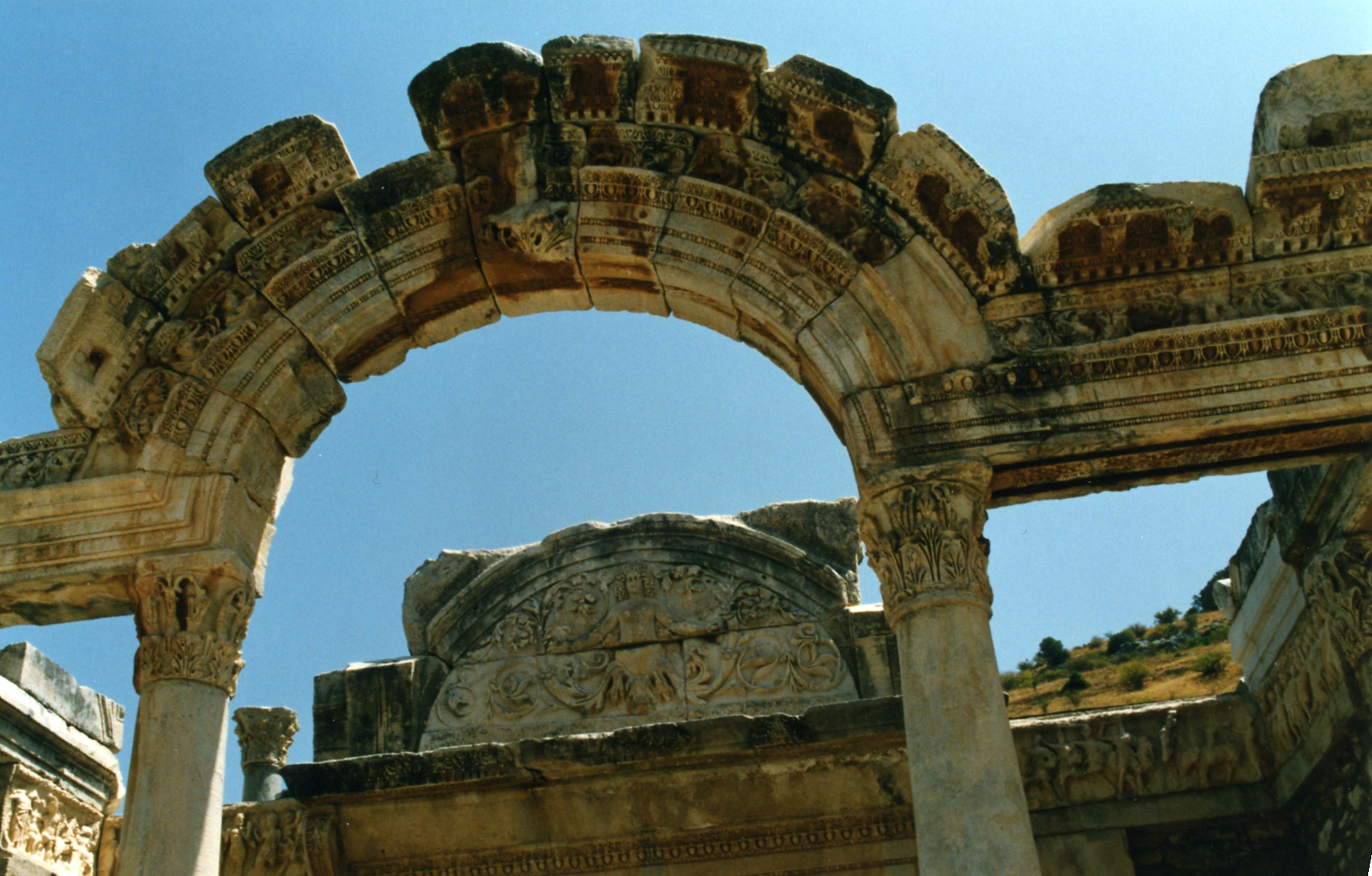
Arco siriaco nella facciata del tempio di Adriano a Efeso (attuale Turchia), II secolo
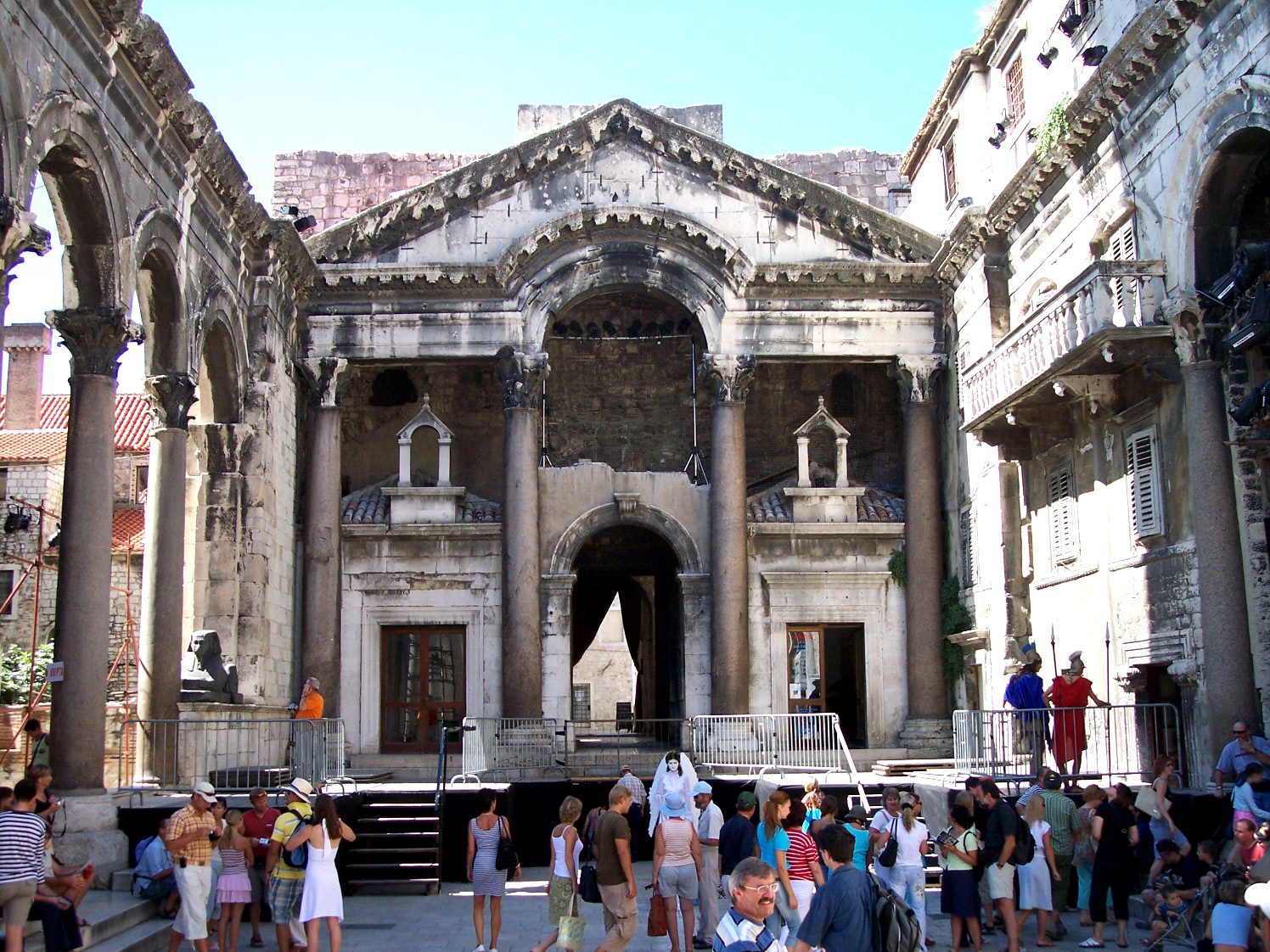
Arco siriaco nel Palazzo di Diocleziano, Spalato (Croazia)
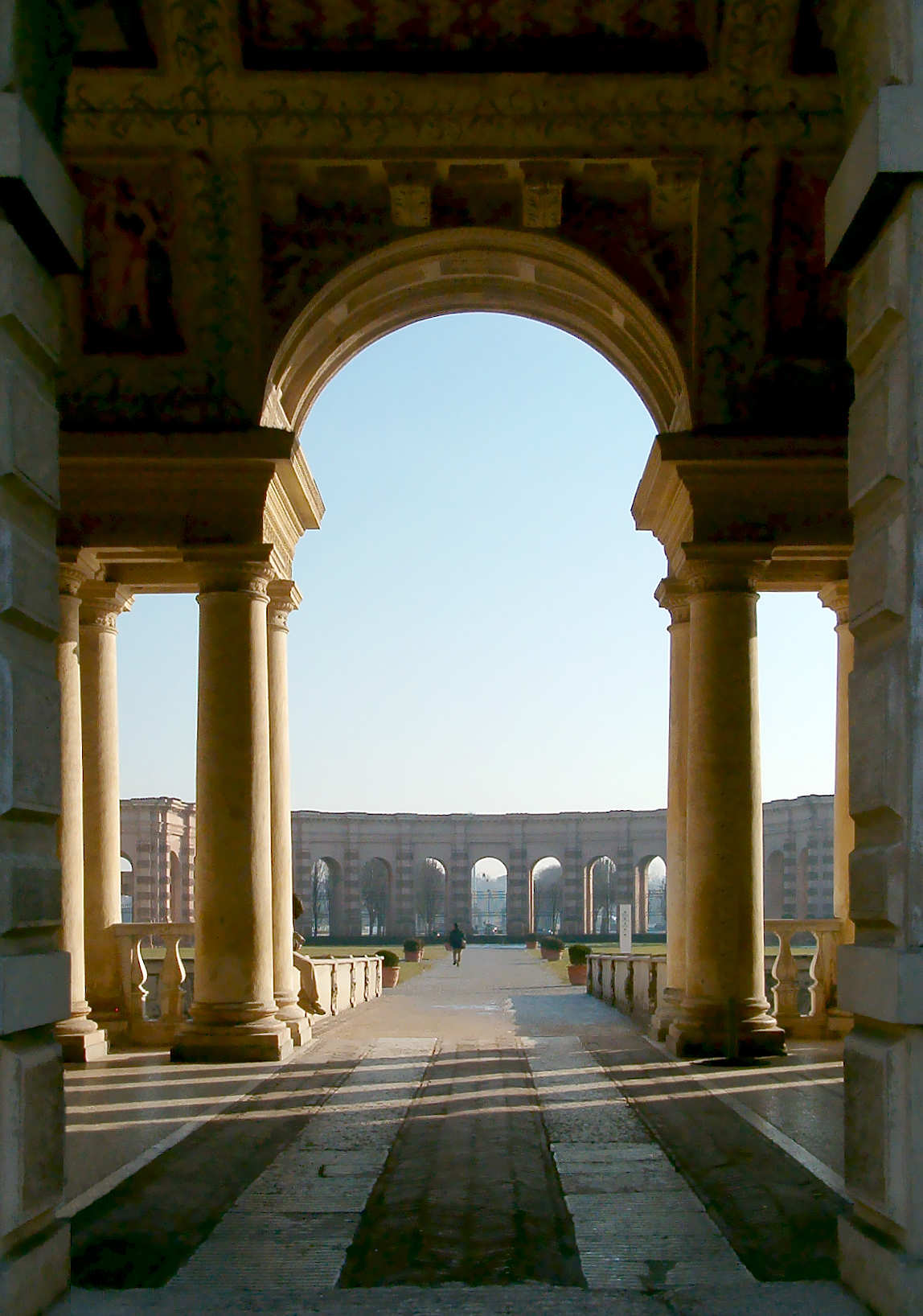
Serliana rinascimentale a Palazzo Te (Mantova), di Giulio Romano
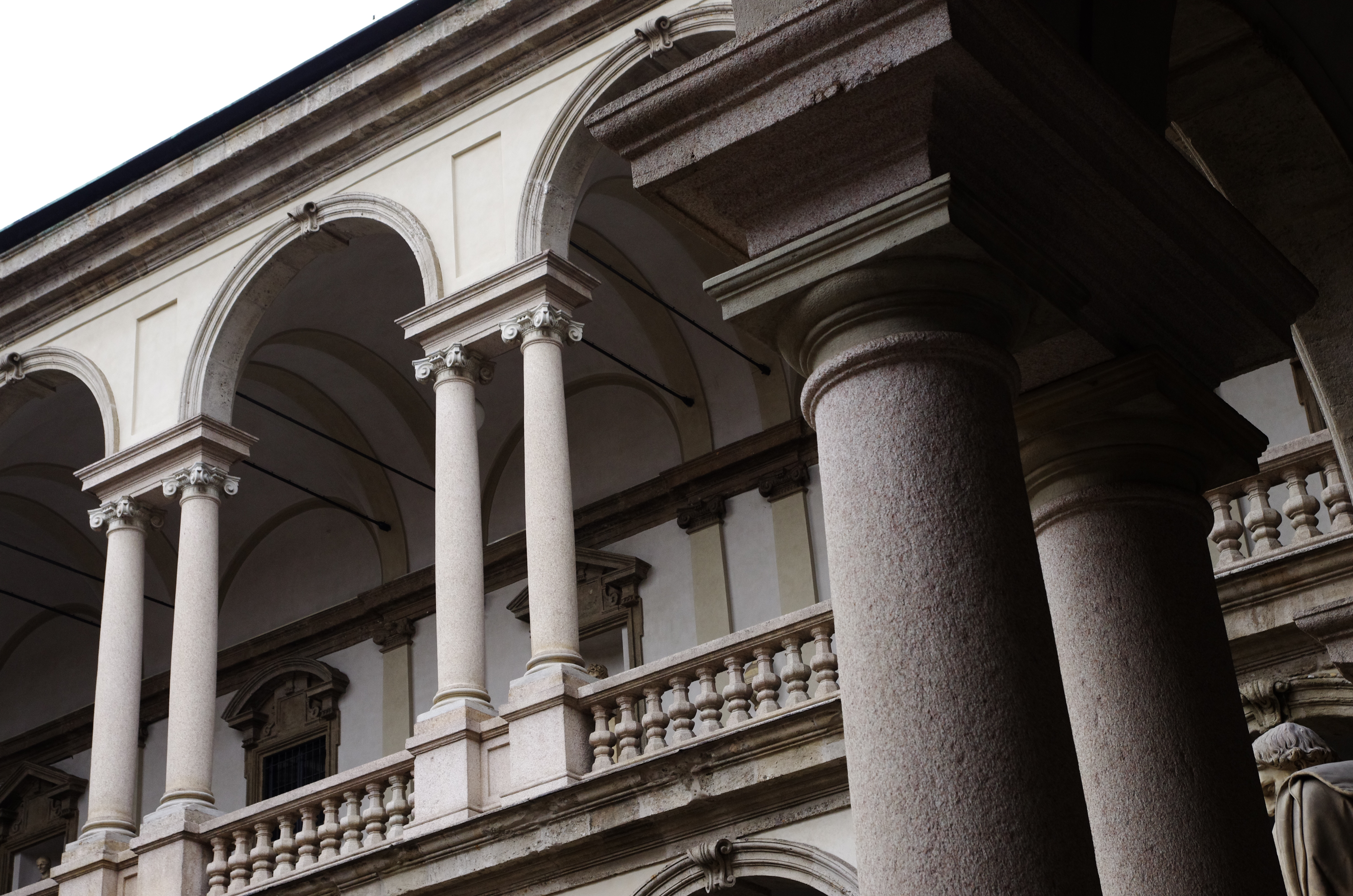
Loggia a serliana, Palazzo Brera a Milano
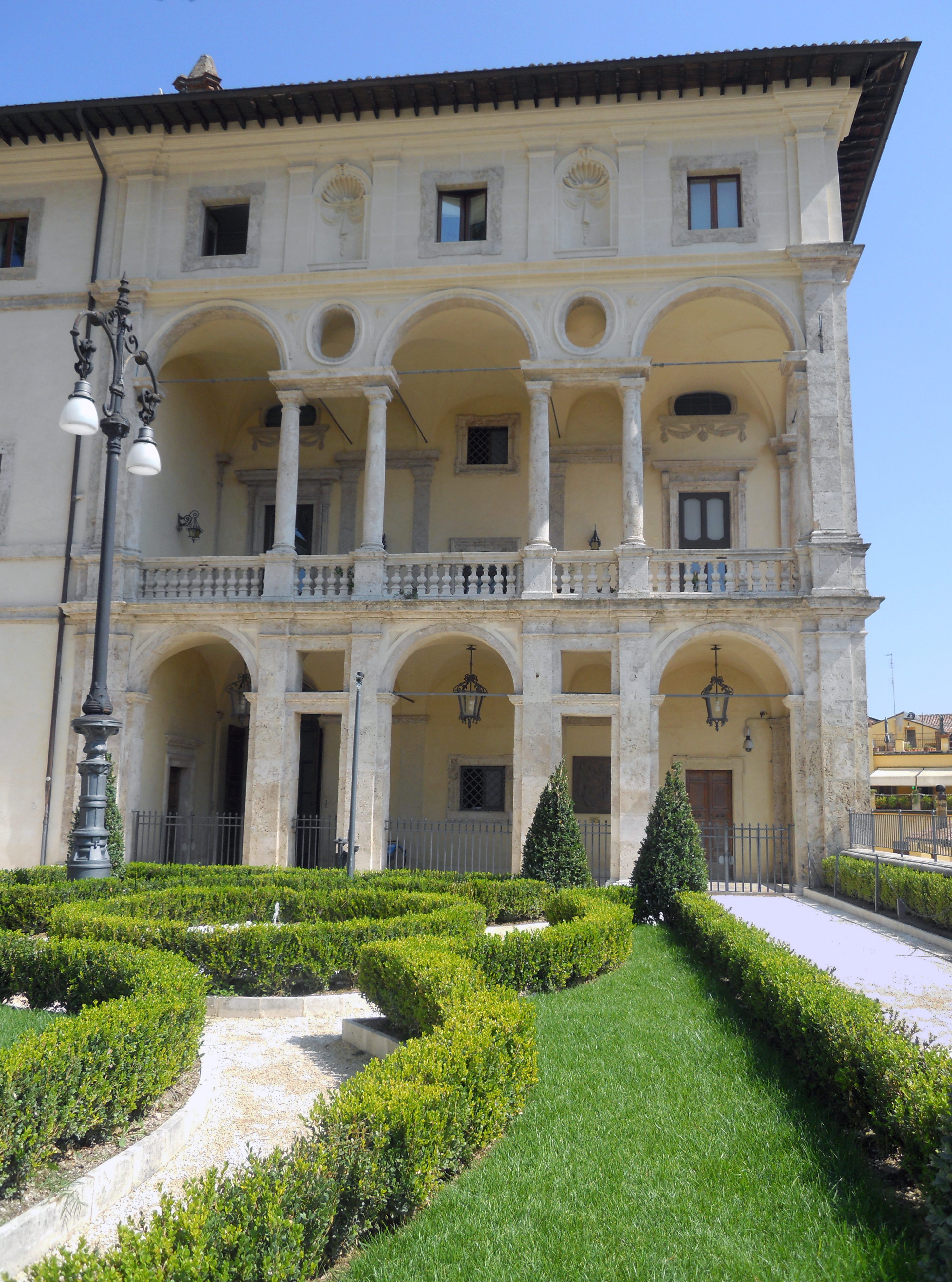
Loggia a serliana di Palazzo Vincentini, Rieti
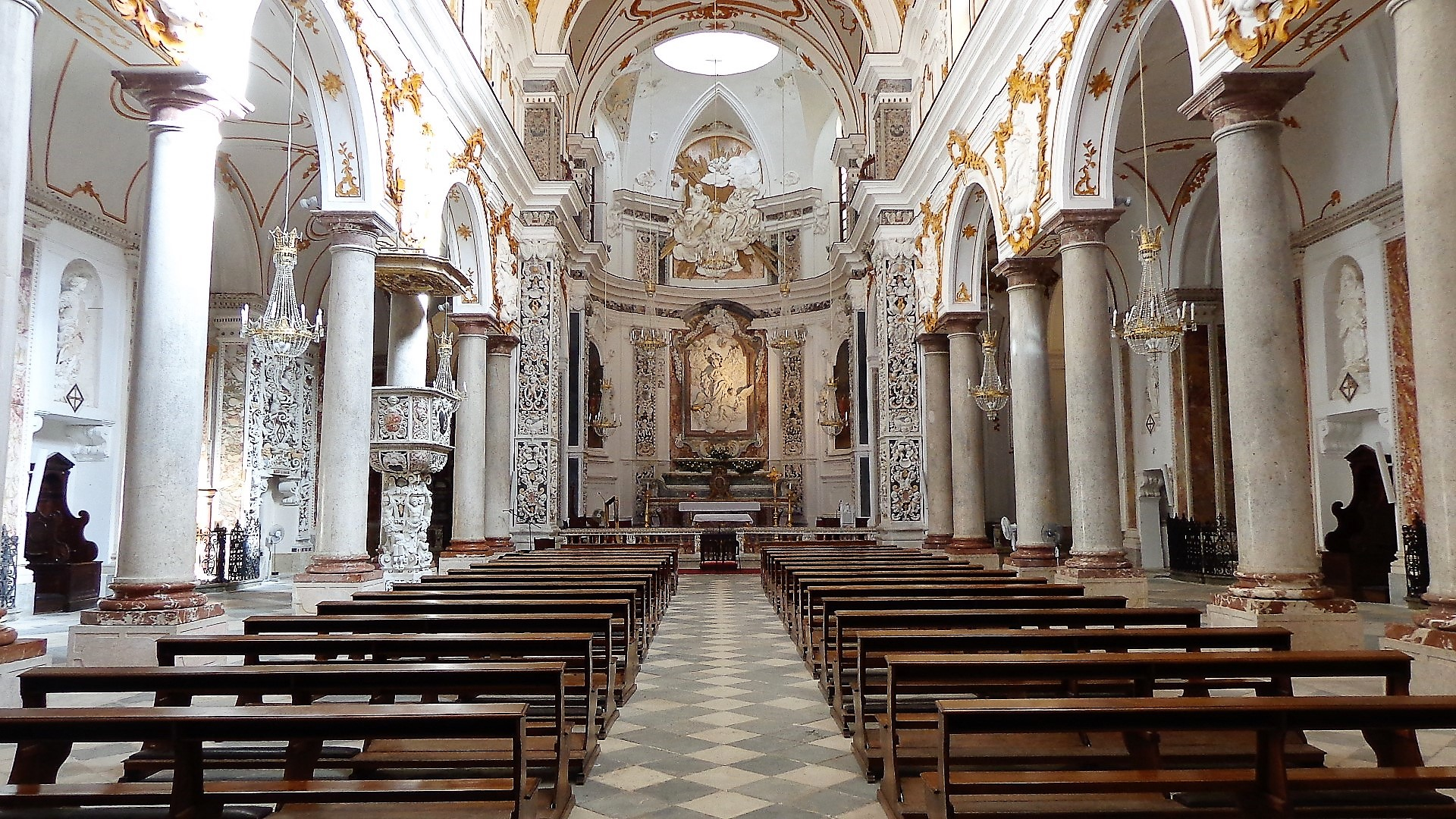
Chiesa del collegio dei Gesuiti, Trapani